# 100 Bullets (videojuego)
100 Bullets (100 balas) es un videojuego de acción basado en el cómic 100 Bullets, hecho por DC Comics, escrito por Brian Azzarello e ilustrado por Eduardo Risso. El juego es publicado por D3 Publisher y la noticia no oficial sobre las plataformas disponibles se ha hecho a través de rumores en línea especulando que será lanzado para Wii, Game Boy Advance, Nintendo DS, Xbox 360, PlayStation Portable, PC y PlayStation 3.
No obstante, del videojuego 100 Bullets se sabe muy poco, y solo existió una demo técnica, puesto que nunca tuvo un lanzamiento final.

## Desarrollo
Acclaim anunció en 2004 que ellos desarrollarían un videojuego basado en 100 Bullets. El juego tendría un estilo parecido al cine negro, con bastante parecido a Max Payne. El proyecto fue cancelado poco después de que Acclaim quebrara. Una versión PAL fue lanzada, pero el juego no estaba finalizado, teniendo un pequeño número de misiones y características.
El proyecto del juego anunciado por D3 Publisher no está relacionado con Acclaim.